# Seznam osebnosti iz Občine Zavrč
Seznam osebnosti iz Občine Zavrč vsebuje osebnosti, ki so se tu rodile, delovale ali umrle.
Občina Zavrč ima 9 naselij: Belski Vrh, Drenovec, Gorenjski Vrh, Goričak, Hrastovec, Korenjak, Pestike, Turški Vrh, Zavrč

## Kultura in umetnost
- Franc Simonič (1942, Zavrč –), slikar, profesor
- Zmago Švajger (1910, Ptuj – 1942, Velike Lašče), učitelj, pisatelj, publicist
- Matija, Heric (1855, Bučečovci – 1927, Maribor), šolnik, pedagoški pisec
- Marija Štupca (1873, Šempeter v Savinjski dolini – 1955, Maribor), prosvetna delavka, publicistka, učiteljica, humanitarna delavka
- Maks Furijan (Goričak - 1993, Šmarje - Sap), gledališki in filmski igralec

## Religiija
- Anton Murko (1809, Črmljenšak pri Spodnji Voličini – 1871, Spodnje Hoče), duhovnik, matičar, redovnik, frančiškan, slovničar in leksikograf
- Jožef Ozmec (1866, Obrež – 1923, Ljutomer), slovenski rimskokatoliški duhovnik, politik, gospodarski organizator
- Primož Lorbek (?), kaplan

## Politika
- Franc Majcenovič (1928, Hrastovec – 2011, Ptuj), župan
- Miran Vuk (1961, Zavrč –), župan, podjetnik
- Josef Ornig (1859, Hrastovec – 1925, Gradec), ptujski obrtnik, politik, župan
- Jožef Kopše (1944 ? -), politik, poslanec, častni občan